# Port lotniczy Entebbe
Port lotniczy Entebbe – międzynarodowe lotnisko położone nad Jeziorem Wiktorii w pobliżu miasta Entebbe, ok. 35 km od Kampali. Jest największym portem lotniczym Ugandy.

## Historia
Na lotnisku Entebbe miała miejsce operacja Entebbe, podczas której izraelska jednostka specjalna (Sayeret Matkal) uwolniła pasażerów porwanego przez terrorystów samolotu i przetrzymywanych przez nich jako zakładników (3 lipca 1976).

## Linie lotnicze i połączenia
| Linia Lotnicza        | Kierunek |
| --------------------- | --- |
| Aerolink Uganda       | 1. Bugungu 2. Chobe 3. Kasese 4. Kidepo 5. Kihihi 6. Kisoro 7. Kisumu 8. Mara Serena 9. Mweya 10. Pakuba 11. Semliki                                  |
| Air Arabia            | 1. Szardża |
| Air Tanzania          | 1. Dar es Salaam 2. Kilimandżaro |
| Auric Air             | 1. Seronera |
| Badr Airlines         | 1. Dżuba 2. Chartum |
| BAR Aviation Uganda   | 1. Kasese 2. Kidepo 3. Kihihi 4. Kisoro 5. Mbarara 6. Pakuba                                                                                          |
| Brussels Airlines     | 1. Bruksela |
| Eagle Air (Uganda)    | 1. Arua 2. Yei Czartery: 1. Apoka 2. Ishasha 3. Kasese 4. Kisoro 5. Mweya 6. Pakuba 7. Semliki 8. Soroti                                              |
| EgyptAir              | 1. Kair |
| Emirates              | 1. Dubaj |
| Ethiopian Airlines    | 1. Addis Abeba 2. Dżuba |
| Flydubai              | 1. Dubaj |
| Fly-SAX               | 1. Nairobi |
| Golden Wings Aviation | 1. Dżuba |
| Jambojet              | 1. Nairobi |
| Kenya Airways         | 1. Bangi 2. Kigali 3. Nairobi |
| KLM                   | 1. Amsterdam |
| Qatar Airways         | 1. Doha |
| RwandAir              | 1. Dżuba 2. Kigali 3. Nairobi |
| Tarco Airlines        | 1. Chartum 2. Dżuba |
| Turkish Airlines      | 1. Stambuł |
| Uganda Airlines       | 1. Bużumbura 2. Dar es Salaam 3. Dubaj 4. Johannesburg 5. Dżuba 6. Kilimandżaro 7. Kinszasa 8. Lagos 9. Mogadiszu 10. Mombasa 11. Mumbaj 12. Zanzibar |